# حكومة بهجت التلهوني الثانية
حكومة بهجت التلهوني الثانية هي الحكومة الثالثة والأربعون من حكومات المملكة الأردنية الهاشمية. شكّل بهجت التلهوني الحكومة في 28 يونيو 1961، بتكليف من ملك الأردن الحسين بن طلال. وقد حلّت الحكومة في 27 يناير 1962. تم اجراء اربعة تعديلات حكومية خلال فترة ستة أشهر تقريبا.

## الحكومة
| التسلسل | الاسم                      | المهام الوزارية                                  |
| ------- | -------------------------- | ------------------------------------------------ |
| 1       | دولة السيد بهجت التلهوني   | رئيسا للوزراء ووزيرا للخارجية                    |
| 2       | السيد يعقوب معمر           | وزير للاشغال العامة                              |
| 3       | السيد رفيق الحسيني         | وزير للتربية والتعليم                            |
| 4       | السيد علي نصوح الطاهر      | وزير للزراعة والانشاء والتعمير                   |
| 5       | السيد حسن الكاتب           | وزير للداخلية والعدلية                           |
| 6       | السيد عبدالمجيد مرتضى      | وزير للمواصلات                                   |
| 7       | السيد بشير حسن احمد الصباغ | وزير للشؤون الاجتماعية وقائما باعمال قاضي القضاة |
| 8       | السيد جليل حرب             | وزير للاقتصاد الوطني                             |
| 9       | السيد هاشم الجيوسي         | وزير للمالية                                     |
| 10      | الدكتور جميل التوتنجي      | وزير للصحة                                       |
| 11      | السيد وصفي ميرزا           | وزير للدفاع                                      |

## التعديلات
التعديل الأول
| التسلسل | الاسم            | المهام الوزارية                               |            |
| ------- | ---------------- | --------------------------------------------- | ---------- |
| 1       | السيد حسن الكاتب | وزير للدفاع بالوكالة ووزيرا للداخلية والعدلية | 06/09/1961 |

التعديل الثاني
| التسلسل | الاسم            | المهام الوزارية                   |            |
| ------- | ---------------- | --------------------------------- | ---------- |
| 3       | السيد حسن الكاتب | وزير للداخلية والدفاع             | 31/10/1961 |
| 1       | السيد وصفي ميرزا | وزير للاشغال العامة               |            |
| 2       | السيد يعقوب معمر | وزير للعدلية ولشؤون رئاسة الوزراء |            |

التعديل الثالث
| التسلسل | الاسم                      | المهام الوزارية                          |            |
| ------- | -------------------------- | ---------------------------------------- | ---------- |
| 2       | السيد يعقوب معمر           | وزير دولة لشؤون رئاسة الوزراء            | 01/11/1961 |
| 3       | السيد رفيق الحسيني         | وزير دولة للشؤون الخارجية                |            |
| 4       | السيد حسن الكاتب           | وزير للداخلية وقائما باعمال قاضي القضاة  |            |
| 5       | السيد بشير حسن احمد الصباغ | وزير للتربية والتعليم والشؤون الاجتماعية |            |
| 1       | السيد احمد محمود الطراونه  | وزير للعدلية والدفاع                     |            |

التعديل الرابع
| التسلسل | الاسم              | المهام الوزارية |            |
| ------- | ------------------ | --------------- | ---------- |
| 1       | السيد رفيق الحسيني | وزير للخارجية   | 11/11/1961 |

## وصلات خارجية
- موقع رئاسة الوزراء